# Gustaf Settergren
Gustaf Carl Axel Settergren, född 23 februari 1890 i Hjo församling, Skaraborgs län, död 3 september 1971 i Lidingö församling, Stockholms län, var en svensk organisatör.
Gustaf Settergren var son till distriktsveterinären Carl Vilhelm Settergren. Efter mogenhetsexamen i Skara 1908 blev han juris kandidat vid Uppsala universitet 1913, genomgick Handelshögskolan i Stockholm 1913–1915 och blev vice auditör 1916. Han kom som ombudsman till Sveriges industriförbund 1917, blev direktörsassistent 1919 och vice VD 1930. 1928–1930 och 1941–1942 var han tillförordnad VD och från 1942 var han VD i förbundet. Settergren var industrirepresentant i flera olika institutioner, bland annat i Järnvägsrådet från 1928 och i Statens byggnadsberedning från 1946 samt som ordförande i ett flertal under livsmedels- och industrikommissionerna stående råvaru- och importföreningar. Han var ledamot av Svenska institutets råd från 1949. Han var ledamot av kommittén för utredning av enhetsprisföretagen 1935 och av 1936 års näringsorganisationskommitté. I arbetet för ökad avsättning av svenska varor deltog han med stort intresse. Settergren var även ordförande i olika till Sveriges industriförbund anslutna industriella sammanslutningar som Sveriges garveriidkares intressentförening från 1933 och Sveriges skofabrikanters intressentförening från 1935 samt var medlem av styrelsen för Ränte- och kapitalförsäkringsanstalten i Stockholm, Sveriges industriförbunds fastighets AB, Transitotrafik AB, Arboga margarinfabrik med flera.